# Seldovia (Alaska)
Seldovia es una ciudad ubicada en el borough de Península de Kenai en el estado estadounidense de Alaska. En el año 2000 tenía una población de 286 habitantes y una densidad poblacional de 289,5 personas por km².

## Geografía
Seldovia se encuentra ubicada en las coordenadas 59°26′20″N 151°42′45″O / 59.43889, -151.71250.

## Demografía
Según la Oficina del Censo en 2000 los ingresos medios por hogar en la localidad eran de $45.313, y los ingresos medios por familia eran $58.000. Los hombres tenían unos ingresos medios de $41.250 frente a los $33.750 para las mujeres. La renta per cápita para la localidad era de $23.669. Alrededor del 7,9% de la población estaban por debajo del umbral de pobreza.